# Trichosteleum bernoullianum
Trichosteleum bernoullianum är en bladmossart som beskrevs av Brotherus 1908. Trichosteleum bernoullianum ingår i släktet Trichosteleum och familjen Sematophyllaceae. Inga underarter finns listade i Catalogue of Life.